# باریک‌باله
باریک‌باله (نام علمی: Stenopterygius) نام یک سرده از راسته ماهی‌خزنده‌سانان است.
باریک‌باله خویشاوند نزدیک ماهی‌سوسمار و مثل خویشاوند معروف‌ترش خزنده‌ای دلفین‌مانند بود که دسته‌های ماهی‌های دریاهای گرم و کم‌عمق اروپای ژوراسیکی را شکار می‌کرد. این جانور از ماهی‌سوسمار کمی بزرگ‌تر بود، اما جمجمه‌ای کوچک‌تر داشت که به‌شکلی بی‌نقص برای حمله‌ی سریع، گرفتار کردن، کشتن و خوردن ماهی‌ها انطباق یافته بود.
پوزه‌ی باریک‌باله شکل روان‌روی موشک یا زیردریایی را داشت و می‌توانست مثل یک پرتابه ناگهان در آب شتاب گیرد و سریع و بدون گوش‌به‌زنگ شدن ماهی‌ها به آن‌ها حمله کند. دم این جانور هم برای سرعت گرفتن مناسب بود. تیره‌ی مهره‌های دم به پایین خمیده بود و باله‌ی دمیِ قطوری را نگه می‌داشت که شبیه باله‌های دم کوسه‌های امروزی بود. شکل این باله به بدن بزرگ باریک‌باله امکان می‌داد تا در جستجوی غذا در آب سرعت بگیرد. سرعت بیشینه‌ی باریک‌باله، ۱۰۰ کیلومتر بر ساعت است که بر اساس مقایسه‌اش با ماهی تن امروزی برآورد شده‌است.
سنگواره‌های ماهی‌خزنده‌سانان به‌خاطر نقش‌های ماندگارِ بافت‌های نرم بدن در کنار استخوان‌هایش معروفند. یکی از جالب‌ترین سنگواره‌های باریک‌باله سنگواره‌ی مادری در حال زایمان است؛ گواهی بر این که ماهی‌خزندگان هم مثل دلفین‌های امروزی زنده‌زا بوده‌اند و فرزندانشان از دُم به‌دنیا می‌آمده‌اند.